# Labelle (Quebec)
Labelle es un municipio canadiense situado en la provincia de Quebec.

## Superficie
Labelle tiene una superficie de 196,69 km².

## Demografía
En 2021, tenía 2765 habitantes, una densidad poblacional de 14,1 hab./km², y 2017 viviendas.